# Stéphanie Bru
Stéphanie Bru (* 1973 in Sainte-Gemmes-d’Andigné) ist eine französische Architektin, Universitätsprofessorin und Mitgründerin von BRUTHER.

## Werdegang
Stéphanie Bru studierte 1999 Architektur an der Paris-Belleville School of Architecture und hatte ein Forschungsstipendium zum Thema Infra-Architektur in Tokio. 2007 gründete sie mit Alexandre Thériot das Architekturbüro BRUTHER in Paris und Lausanne, später folgte eine Niederlassung in Zürich. Brú lehrte als Internationale Gastprofessorin mit Alexandre Thériot an der Peter Behrens School of Arts (2016/17) und an der EPF Lausanne (2018–19), seit 2021 als Professorin für Entwerfen und Baukonstruktion an der UdK Berlin und seit 2022 als Professorin mit Alexandre Thériot an der Harvard University. 2025 wurde sie als Nachfolgerin von Meinrad Morger an das Karlsruher Institut für Technologie berufen.

## Bauwerke
- 2010–14: Kultur- und Sportzentrum, Paris-Saint Blaise
- 2013–15: Generation Research Center, Caen[5][6][7]
- 2014–18: Residenz für Hochschulforscher, Paris
- 2018–20: Studentenwohnheim und reversibles Parkhaus, Saclay mit BAUKUNST[8][9][10][11]
- seit 2016: Naturwissenschaftsgebäude der EPFL und UNI Lausanne mit BAUKUNST[12][13]
- seit 2017: Frame Media House, Brüssel mit BAUKUNST
- seit 2021: Nauentor, Basel mit Jan Kinsbergen, Truwant + Rodet + und Schnetzer Puskas Ingenieure[14][15]

## Auszeichnungen und Preise
- 2015: Gold – Best Architects 16 Award für Kultur- und Sportzentrum, Paris-Saint Blaise[16]
- 2016: Auszeichnung – Prix de l’Équerre d’argent für Kulturzentrum, Caen
- 2018: Nominierung – Schelling-Architekturpreis
- 2020: Swiss Architectural Award[17][18]
- 2022: Shortlist – Mies van der Rohe Preis für Studentenwohnheim und reversibles Parkhaus, Saclay[19]